# Sid Waddell
Sid Waddell (* 10. August 1940 in Alnwick, Northumberland; † 11. August 2012 in Harrogate, Yorkshire) war ein britischer Fernsehkommentator, bekannt als „The Voice of Darts“ (nicht zu verwechseln mit „The Voice“, dem Caller Russ Bray). Er war lange Zeit bei Sky Sports verantwortlich als Kommentator für die Dartübertragungen. Nach seinem Tod 2012 benannte die PDC den Pokal der Weltmeisterschaft zu seinen Ehren Sid-Waddell-Trophy.

## Privatleben
Der Sohn eines Bergarbeiters aus Northumberland besuchte die King Edward VI School in Morpeth und erhielt ein Stipendium für das St John’s College in Cambridge, wo er seinen Abschluss in Moderner Geschichte machte. In Cambridge spielte Waddell Rugby für St. John’s und den Cambridge University LX Club, die zweite Rugby-Mannschaft. Eine Verletzung brachte ihn zum Dartsport und er begann mit dem Inter-College-Dart-Wettbewerb. St. John’s verlor 1961 im Finale gegen ein Team von angehenden Vikaren des Selwyn College.
Waddell war mit Irene verheiratet. Waddell war ein glühender Anhänger von Newcastle United und lebte in Pudsey. Im September 2011 wurde bekannt, dass bei Waddell Darmkrebs diagnostiziert worden war.
Waddell starb am 11. August 2012, einen Tag nach seinem 72. Geburtstag, in Harrogate, North Yorkshire, an Darmkrebs. Nach seinem Tod wurde beschlossen, die Trophäe der PDC World Darts Championship ab 2013 in Sid Waddell-Trophäe umzubenennen. Waddells Beerdigung fand am 22. August 2012 in Leeds statt. Vor Waddells Beerdigung wurde er zuvor in einer privaten Zeremonie eingeäschert.